# 立川広域防災基地
座標: 北緯35度42分42.78秒 東経139度23分58.85秒 / 北緯35.7118833度 東経139.3996806度

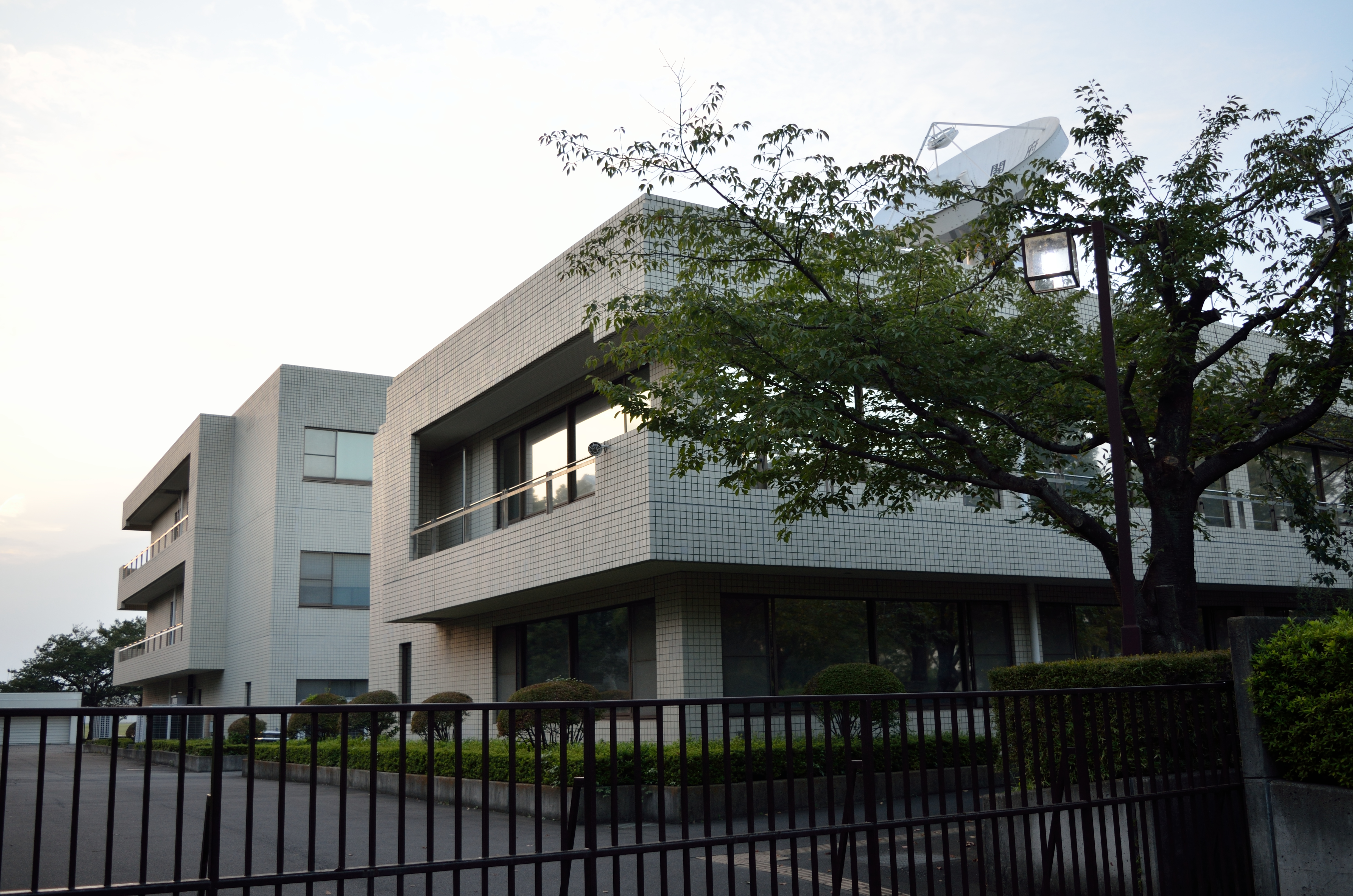
内閣府 災害対策本部予備施設

立川広域防災基地（たちかわこういきぼうさいきち）は、東京都立川市緑町と泉町にまたがって所在する、防災関係各機関の施設を集約した広域防災基地。日本の首都圏での大規模災害発生時に災害応急対策活動の拠点として機能する。敷地面積は約115ヘクタール。第二次世界大戦後、在日米軍が使用していた旧日本陸軍の立川飛行場（立川基地）の跡地に整備された。

## 概要
南関東直下地震（首都直下地震）などの首都圏における大規模災害の発生時、空輸による人員・物資の緊急輸送の中継・集積拠点として、自衛隊、消防、警察、災害派遣医療チーム (DMAT)などの援助隊の運用・受入拠点として、南関東地域における災害応急対策活動の中核拠点として機能する。平常時はDMAT隊員の研修や、関係機関合同の訓練などが行われている。
滑走路の長さ900メートル（滑走に使える部分を含めると1,200メートル）の立川飛行場や、広域災害医療基幹施設でDMAT（日本DMAT・東京DMAT）の研修機関でもある国立病院機構災害医療センターを備える。物資集積や避難場所などに活用可能な国営昭和記念公園（敷地面積は約165ヘクタール）と隣接している。
立川飛行場では陸上自衛隊東部方面隊の東部方面航空隊と第1師団第1飛行隊、東京消防庁航空隊、警視庁航空隊のヘリコプターが運用されている。滑走路には航空自衛隊のC-1輸送機も離着陸が可能であり、入間基地所属機による経験飛行が定期的に行われている。毎年秋頃に開催される立川防災航空祭では、陸上自衛隊、東京消防庁、警視庁、国立病院機構災害医療センターが協力して被災者を救助する模擬実演が行われる。
本基地には大規模災害等に対応する救助部隊が配置されている。東京消防庁の立川防災施設には第八消防方面本部の消防救助機動部隊（ハイパーレスキュー：8HR）が配置されており、同じく立川防災施設内に配置されている東京消防庁航空隊の消防防災ヘリコプターや航空消防救助機動部隊（エアハイパーレスキュー：AHR）と連携した救急・救助活動も行える。また、警視庁の多摩総合庁舎には災害対策課の特殊救助隊（SRT）が配置されており、こちらも立川飛行センターに所在する警視庁航空隊のヘリコプターと連携した救助活動も行える。
内閣府の災害対策本部予備施設（立川防災合同庁舎内）は、内閣総理大臣を本部長とする国の緊急災害対策本部及び事務局を設置可能な施設である。災害対策基本法に基づき中央防災会議が作成した防災基本計画の中で定められている緊急災害対策本部及び事務局の設置場所は官邸内とされているが、官邸が被災により使用不能の場合は、中央合同庁舎第8号館内、防衛省（中央指揮所）内、立川広域防災基地（災害対策本部予備施設）内の順序で使用可能な代替施設に設置され、政府の災害応急対策活動の臨時拠点として一時的に使用される。また、東京都の東京都立川地域防災センターは、東京都防災センター（東京都庁第一本庁舎内）の指揮の下に活動を行う、都の多摩地域における防災活動の拠点（防災拠点）である。

## 沿革

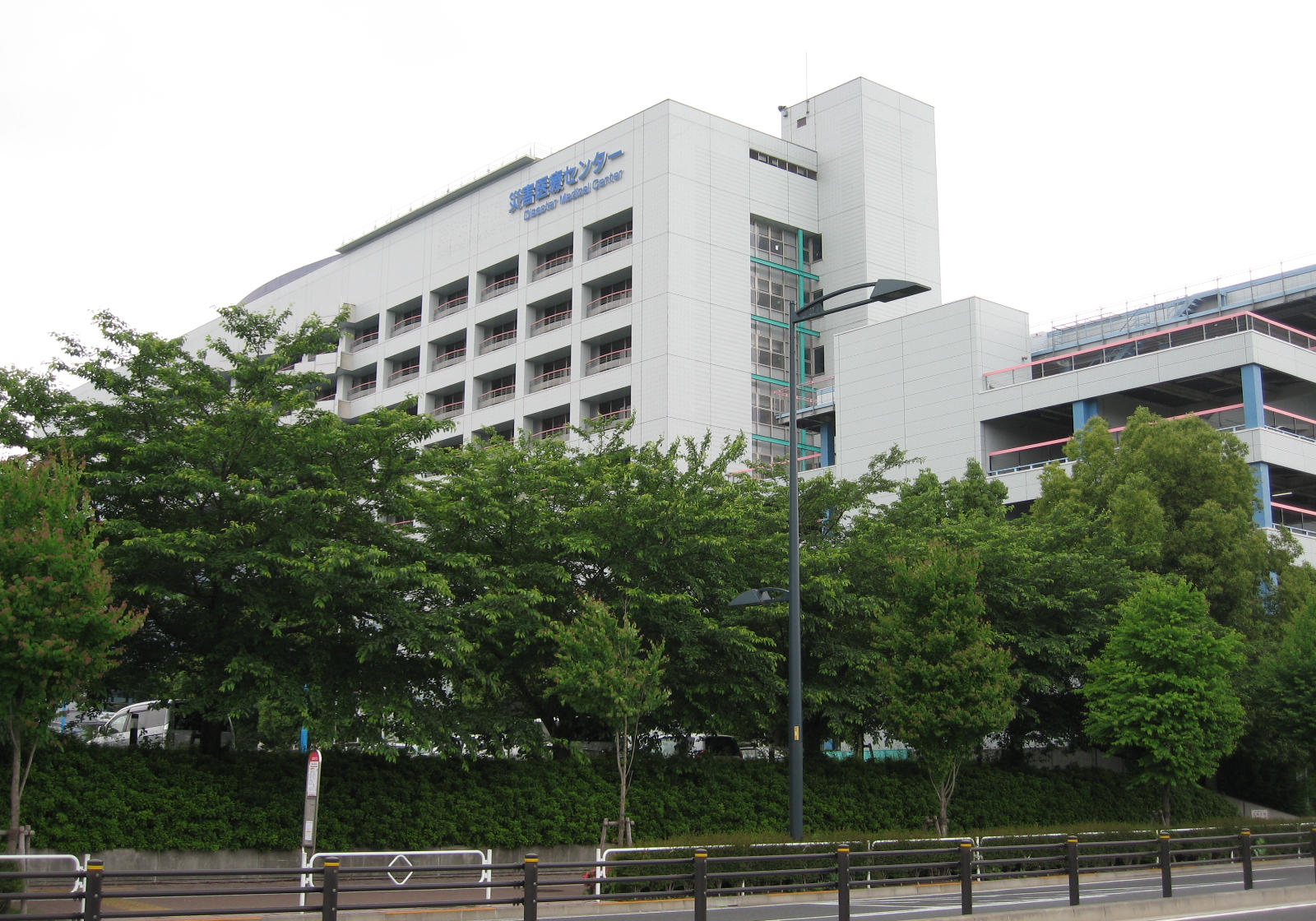
国立病院機構 災害医療センター

- 1979年11月19日 - 大規模公園および広域防災基地を二本柱とした米軍立川基地の跡地利用計画の大綱が決定[6]。
- 1982年3月 - 現在の立川飛行場の運用を開始[7]。
- 1983年5月 - 現在の陸上自衛隊立川駐屯地の施設が完成[7]。
- 1983年10月26日 - 国営昭和記念公園が開園。
- 1983年12月 - 東京都等が立川広域防災基地整備推進連絡会議を設置[8]。
- 1988年9月 - 立川防災合同庁舎（内閣府災害対策本部予備施設）の本館が完成[3][8][9]。
- 1990年 - 東京都立川地域防災センターの施設が完成。
- 1995年7月1日 - 国立病院東京災害医療センター（現在の国立病院機構災害医療センター）が発足[10]。
- 1998年10月 - 立川防災合同庁舎の本館西側に新館が完成[3][9]。
- 2001年9月1日 - 会場の一つとして東京都総合防災訓練「ビッグレスキュー東京2001」を実施。
- 2004年4月1日 - 国立病院東京災害医療センターが、国立病院機構災害医療センターに名称変更[10]。
- 2010年9月30日 - 農林水産省関東農政局東京農政事務所食糧部防災倉庫課の立川政府倉庫（南関東地域広域災害用備蓄倉庫）が用途廃止。政府所有米穀備蓄の民間委託が進んだため、農林水産省の政府倉庫（8都府県9倉庫）は全て廃止された[11][12]。
- 2016年7月20日 - 旧立川政府倉庫を東京都多摩広域防災倉庫として使用するため、東京都が国から買い取る[13][14][15]。改修工事後、多摩地域の備蓄倉庫として使うほか、大規模災害時には支援物資の集積拠点等としても活用する予定[16]。

## 構成機関等
- 内閣府
  - 災害対策本部予備施設（立川防災合同庁舎[17]）

- 海上保安庁
  - 総務部 海上保安試験研究センター

- 防衛省・自衛隊
  - 陸上自衛隊 立川駐屯地

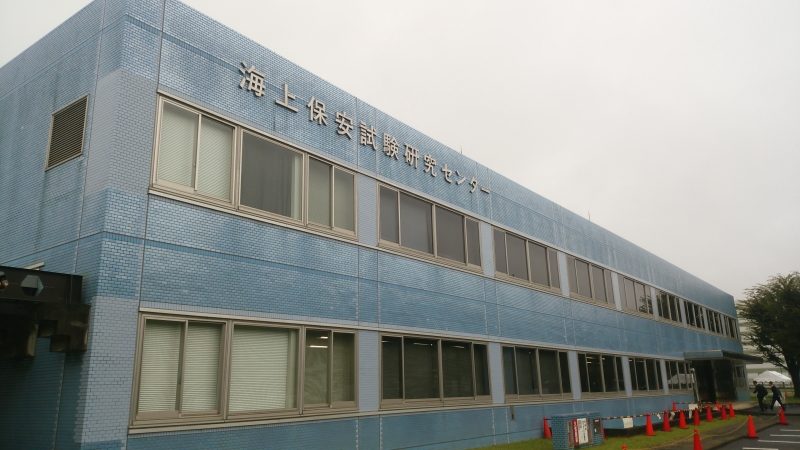
海上保安庁海上保安試験研究センター

    - 陸上自衛隊 東部方面隊 東部方面航空隊
      - 東部方面航空隊本部
      - 東部方面航空隊本部付隊
      - 東部方面ヘリコプター隊
      - 東部方面管制気象隊 本部・基地隊
      - 東部方面航空野整備隊

    - 陸上自衛隊 東部方面隊 第1師団 第1飛行隊
    - 陸上自衛隊 東部方面隊 東部方面システム通信群本部中隊 映像写真小隊 空中伝送班

- 東京都
  - 総務局 総合防災部 立川地域防災センター（略称：立防）
  - 総務局 総合防災部 東京都多摩広域防災倉庫

- 警視庁
  - 多摩総合庁舎
    - 第八方面本部
    - 交通部 第八方面交通機動隊
    - 地域部 第八方面自動車警ら隊
    - 刑事部 第三機動捜査隊
    - 警備部 災害対策課 特殊救助隊（通称：SRT）
    - 地域部 通信指令本部 多摩指令センター

  - 第八方面本部 立川警察署
  - 警備部 第四機動隊
  - 地域部 航空隊 立川飛行センター
  - 総合警備訓練場
  - 機動隊総合訓練所
  - 東日本災害警備訓練施設
  - 多摩備蓄倉庫

- 東京消防庁
  - 立川防災施設
    - 立川消防合同庁舎
      - 第八消防方面本部
      - 第八消防方面本部 立川消防署
      - 警防部 多摩指令室（多摩災害救急情報センター）

    - 第八消防方面本部 消防救助機動部隊（通称「ハイパーレスキュー」）
    - 装備部 航空隊 多摩航空センター
      - 多摩飛行隊
      - 航空消防救助機動部隊（通称「エアハイパーレスキュー」）多摩分隊

    - 第八消防方面訓練場（訓練塔・水難救助訓練施設）
    - 立川都民防災教育センター（通称「立川防災館」）

- 独立行政法人国立病院機構
  - 災害医療センター

- 日本赤十字社
  - 東京都支部 東京都赤十字血液センター 立川事業所
  - 東京都支部 立川災害救護倉庫

## 参考資料
- 立川広域防災基地 災害対策本部予備施設（概要） (PDF) （内閣府防災情報のページより）
- 立川広域防災基地施設配置図（平成16年3月現在） (PDF) （立川市公式サイトより）[リンク切れ]
- 駐留軍用地跡地利用（立川飛行場） (PDF) （内閣府沖縄総合事務局総務部跡地利用対策課公式サイトより。電子図書館所蔵文書）※数秒後にアクセス可能